# Carebaco-Meisterschaft 1998
Die Carebaco-Meisterschaft 1998 im Badminton fand vom 23. bis zum 30. August 1998 auf Kuba in Havanna statt. Auf der IBF-Turnierskala erreichte es die Wertung A.

## Sieger und Platzierte
| Disziplin    | Gold                          | Silber                        | Bronze                             |
| ------------ | ----------------------------- | ----------------------------- | ---------------------------------- |
| Herreneinzel | Roy Paul jr.                  | Christian Erichsen            | José Pereda Cárdenas               |
| Herreneinzel | Roy Paul jr.                  | Christian Erichsen            | Oscar Brandon                      |
| Dameneinzel  | Yesenia León Ruiz             | Henles Ortiz                  | Yudelkis Ramirez                   |
| Dameneinzel  | Yesenia León Ruiz             | Henles Ortiz                  | Edith Loza                         |
| Herrendoppel | Roy Paul jr. Robert Richards  | Christian Erichsen Pedro Yang | Oscar Brandon Derrick Stjeward     |
| Herrendoppel | Roy Paul jr. Robert Richards  | Christian Erichsen Pedro Yang | Guilherme Pardo Leandro Santos     |
| Damendoppel  | Shackerah Cupidon Terry Leyow | Yesenia León Ruiz Edith Loza  | Gloria Chung Dionne Forde          |
| Damendoppel  | Shackerah Cupidon Terry Leyow | Yesenia León Ruiz Edith Loza  | Gabriella Rodríguez Aurora Salazar |
| Mixed        | Roy Paul jr. Terry Leyow      | Oscar Brandon Nathalie Haynes | Charles Pyne Anna Ebanks           |
| Mixed        | Roy Paul jr. Terry Leyow      | Oscar Brandon Nathalie Haynes | José Pereda Cárdenas Edith Loza    |
| Teams        | Jamaika                       | Guatemala                     | Kuba                               |